# Praha 6
Praha 6 označuje jednotku několika způsobů členění hlavního města Prahy, které mají pokaždé jiné územní vymezení.
Městská část Praha 6 je jednotka místní samosprávy územně členěného statutárního města Prahy, která je spravována voleným zastupitelstvem, radou a úřadem městské části. Prahu 6 v tomto rozsahu tvoří celá katastrální území Dejvice, Liboc, Ruzyně, Střešovice, Veleslavín a Vokovice a části katastrálních území Břevnov, Bubeneč a Sedlec a Hradčany.
Správní obvod Praha 6 je území, na kterém vykonává městská část Praha 6 (jednotka územní samosprávy) určitý rozsah státní správy v přenesené působnosti. Územně spadají do této kompetence úřadu městské části Praha 6 i městské části Praha-Lysolaje, Praha-Nebušice, Praha-Přední Kopanina a Praha-Suchdol (včetně horní části k. ú. Sedlec).
Obvod Praha 6 je jednotka územního členění státu na podobné úrovni jako okres. Funguje na ní řada článků řízení z jiných než administrativně správních oblastí (např. Obvodní soud pro Prahu 6). Městský obvod Praha 6 tvoří městské části Praha 6, Praha 17 (k. ú. Řepy), Praha-Lysolaje, Praha-Nebušice, Praha-Přední Kopanina a Praha-Suchdol. Obvod se spádovým centrem v Dejvicích a Bubenči poprvé existoval v letech 1949–1960 jako jeden z 16 městských obvodů, podruhé byl v odlišném vymezení ustaven zákonem o územním členění státu s účinností od 1. července 1960 jako jeden z 10 městských obvodů. V letech 1968–1974 byl rozšířen o území dalších obcí připojených k Praze. Od roku 1990 byl předefinován výčtem městských částí.

## Městská část Praha 6

### Členění Prahy
Praha se člení na celkem 55 městských částí. Městské části poprvé stanovil s účinností od 24. listopadu 1990 dnes již zrušený zákon č. 418/1990 Sb., o hlavním městě Praze. Postavení a působnost městských částí v současné době upravuje zákon č. 131/2000 Sb., o hlavním městě Praze, zvláštní zákon a obecně závazná vyhláška č. 55/2000 Sb. hl. m. Prahy. Městská část je samostatný celek spravovaný voleným zastupitelstvem, radou a úřadem městské části. Stejně jako hlavní město Praha i každá městská část sama hospodaří s vlastním rozpočtem, který je sestavován individuálně dle potřeb dané městské části.

### Popis
MČ Praha 6 zahrnuje celá katastrální území Ruzyně, Liboc, Veleslavín, Vokovice, Dejvice, Střešovice a části katastrálních území Břevnov, Sedlec, Bubeneč a Hradčany.
Sousedí s městskými částmi Praha-Přední Kopanina, Praha-Nebušice, Praha-Lysolaje, Praha-Suchdol, Praha-Troja, Praha 7, Praha 1, Praha 5 a Praha 17 (Řepy) a s obcemi Horoměřice, Tuchoměřice, Kněževes, Dobrovíz a Hostivice v okrese Praha-západ.
Za dobu existence samosprávné městské části od roku 1990 došlo k řadě změn jejího územního vymezení.
Městská část Praha 17 původně zahrnovala pouze jižní, převážně sídlištní část katastru Řep. V blíže nezjištěnou dobu však k ní byl připojen i zbytek katastru Řep, tedy severní část včetně starých Řep až ke Karlovarské ulici včetně bělohorského poutního areálu, který tuto ulici přesahuje, čímž se rozloha městské části zvětšila zhruba na dvojnásobek; do té doby severní část Řep patřila k městské části Praha 6.
Čtvrť Sedlec do 31. prosince 2004 náležela celá k městské části Praha-Suchdol. Poté, co se obyvatelé tzv. Dolního Sedlce vyslovili v petici pro převedení pod městskou část Praha 6, bylo na jednání zástupců městských částí Prahy-Suchdola a Prahy 6 dohodnuto vymezení nové hranice obou městských částí uvnitř katastru Sedlce, přičemž byl Dolní Sedlec (ZSJ Starý Sedlec A a Sedlec-průmyslový obvod A) převeden pod městskou část Praha 6, zatímco zbytek území (ZSJ Budovec a Sedlec-průmyslový obvod B) zůstal i nadále součástí městské části Praha-Suchdol. K rozdělení území pak došlo na základě novely Statutu hlavního města Prahy ke dni 1. ledna 2005.

### Seznam starostů městské části
| č. | Portrét | Jméno             | Strana | Strana | Začátek a konec v úřadu | Začátek a konec v úřadu |
| -- | ------- | ----------------- | ------ | ------ | ----------------------- | ----------------------- |
| 1. |         | Jiří Hermann      |        | OF     | 1990                    | 1994                    |
| 2. |         | Petr Boček        |        | ODS    | 1994                    | 1998                    |
| 3. |         | Pavel Bém         |        | ODS    | 1998                    | 6. 12. 2002             |
| 4. |         | Tomáš Chalupa     |        | ODS    | 6. 12. 2002             | 25. 2. 2011             |
| 5. |         | Marie Kousalíková |        | ODS    | 25. 2. 2011             | 21. 11. 2014            |
| 6. |         | Ondřej Kolář      |        | TOP 09 | 21. 11. 2014            | 24. 10. 2022            |
| 7. |         | Jakub Stárek      |        | ODS    | 24. 10. 2022            |                         |

### Zatupitelstvo městské části
| Koalice (23) | Koalice (23) | Koalice (23)                                                                            | Opozice (22)                                                 | Opozice (22)                                                 | Opozice (22)                      | Opozice (22)                                            |
| ODS a KDU-ČSL · ODS a KDU-ČSL · ODS a KDU-ČSL · ODS a KDU-ČSL · ODS a KDU-ČSL · ODS a KDU-ČSL · ODS a KDU-ČSL · ODS a KDU-ČSL · ODS a KDU-ČSL · ODS a KDU-ČSL · ODS a KDU-ČSL | STAN s podporou Zelených · STAN s podporou Zelených · STAN s podporou Zelených · STAN s podporou Zelených · STAN s podporou Zelených · STAN s podporou Zelených | PRAHA 6 SOBĚ · PRAHA 6 SOBĚ · PRAHA 6 SOBĚ · PRAHA 6 SOBĚ · PRAHA 6 SOBĚ · PRAHA 6 SOBĚ | TOP 09 · TOP 09 · TOP 09 · TOP 09 · TOP 09 · TOP 09 · TOP 09 | Piráti · Piráti · Piráti · Piráti · Piráti · Piráti · Piráti | ANO · ANO · ANO · ANO · ANO · ANO | SPD, Trikolora a NK pro P6 · SPD, Trikolora a NK pro P6 |

## Správní obvod Praha 6
Městská část Praha 6 vykonává některé přenesené působnosti státní správy i pro městské části Praha-Lysolaje, Praha-Nebušice, Praha-Přední Kopanina a Praha-Suchdol, tj. pro celé území obvodu Praha 6 s výjimkou městské části Praha 17 (Řepy). Území těchto pěti městských částí je tak společně jedním z 22 pražských správních obvodů podle systému zavedeného 1. ledna 2002, tzv. správním obvodem Praha 6.

## Obvod Praha 6

### V letech 1949–1960
Poprvé existoval obvod Praha 6 označený arabskou číslicí v rámci šestnáctiobvodového uspořádání Prahy v období 1. dubna 1949 – 30. června 1960 na základě vládního nařízení č. 79/1949 Sb. Tvořily jej Dejvice, Sedlec, Veleslavín, Vokovice a části Holešovic-Buben, Hradčan, Dolní Liboce, Střešovic a Bubenče.
Základem obvodu Praha 6 byl dosavadní obvod Praha XIX – Dejvice, který byl zaveden k 17. lednu 1923 na základě vládního nařízení č. 7/1923 Sb. a zahrnoval celé čtvrti Dejvice, Bubeneč, Sedlec, Vokovice a Veleslavín. Část Holešovic-Buben pocházela z obvodu Praha VII – Holešovice-Bubny, hradební pásmo z obvodu Praha IV – Hradčany, části Dolní Liboce a Střešovic z obvodu Praha XVIII – Břevnov, naopak část Bubenče z dosavadního obvodu XIX byla začleněna do nového obvodu Praha 7.

### Od roku 1960
Od 11. dubna 1960 zákon č. 36/1960 Sb. vymezil v Praze 10 obvodů. Jedním z nich je i obvod Praha 6. Ten vznikl v podstatě sloučením dosavadních obvodů Praha 6 (viz výše) a Praha 5 (Břevnov a zbylé části Dolní Liboce a Střešovic, pozůstatek někdejšího obvodu XVIII.).
11. července 1960 přibyla do obvodu nově připojená obec Ruzyně, současně došlo i k úpravě hranic s některými sousedícími mimopražskými obcemi (Přední Kopanina, Nebušice, Lysolaje). K 1. lednu 1968 se obvod rozšířil o nově připojené obce Řepy, Nebušice, Lysolaje a Suchdol. Roku 1970 byly připojeny k pražským katastrálním územím části katastrálních území několika sousedících mimopražských obcí pro účely letiště Ruzyně. V rámci rozšiřování Prahy zákonem ČNR č. 31/1974 Sb. od 1. července 1974 přibyla do Prahy 6 Přední Kopanina. Na rozdíl od Ruzyně si všechny další části, připojené od roku 1968, zachovaly vlastní úřady a samosprávu.
V současné době obvod zahrnuje městské části Praha 6, Praha-Přední Kopanina, Praha-Nebušice, Praha-Lysolaje, Praha-Suchdol a Praha 17 (Řepy).
Sousedí s městskými obvody Praha 5, Praha 1, Praha 7, Praha 8 a s obcemi Roztoky, Únětice, Horoměřice, Statenice, Tuchoměřice, Kněževes, Dobrovíz a Hostivice v okrese Praha-západ. Od roku 1990 není jednotkou územní samosprávy ani obecné státní správy, ale je značen na tabulích územní orientace a jsou podle něj nadále organizovány například justice nebo pošta.

## Školství
V Praze 6 sídlí několik vysokých škol:
- České vysoké učení technické v Praze
- Vysoká škola chemicko-technologická
- Katolická teologická fakulta Univerzity Karlovy
- Fakulta tělesné výchovy a sportu Univerzity Karlovy
- Česká zemědělská univerzita (obvod Praha 6, městská část Praha-Suchdol)

i středních škol:
- Gymnázium Jana Keplera
- Střední odborná škola civilního letectví
- Gymnázium Nad Alejí
- Gymnázium Arabská
- Mensa gymnázium

## Partnerská města
Od roku 2008 je Bayreuth partnerské město.